# Wirecard

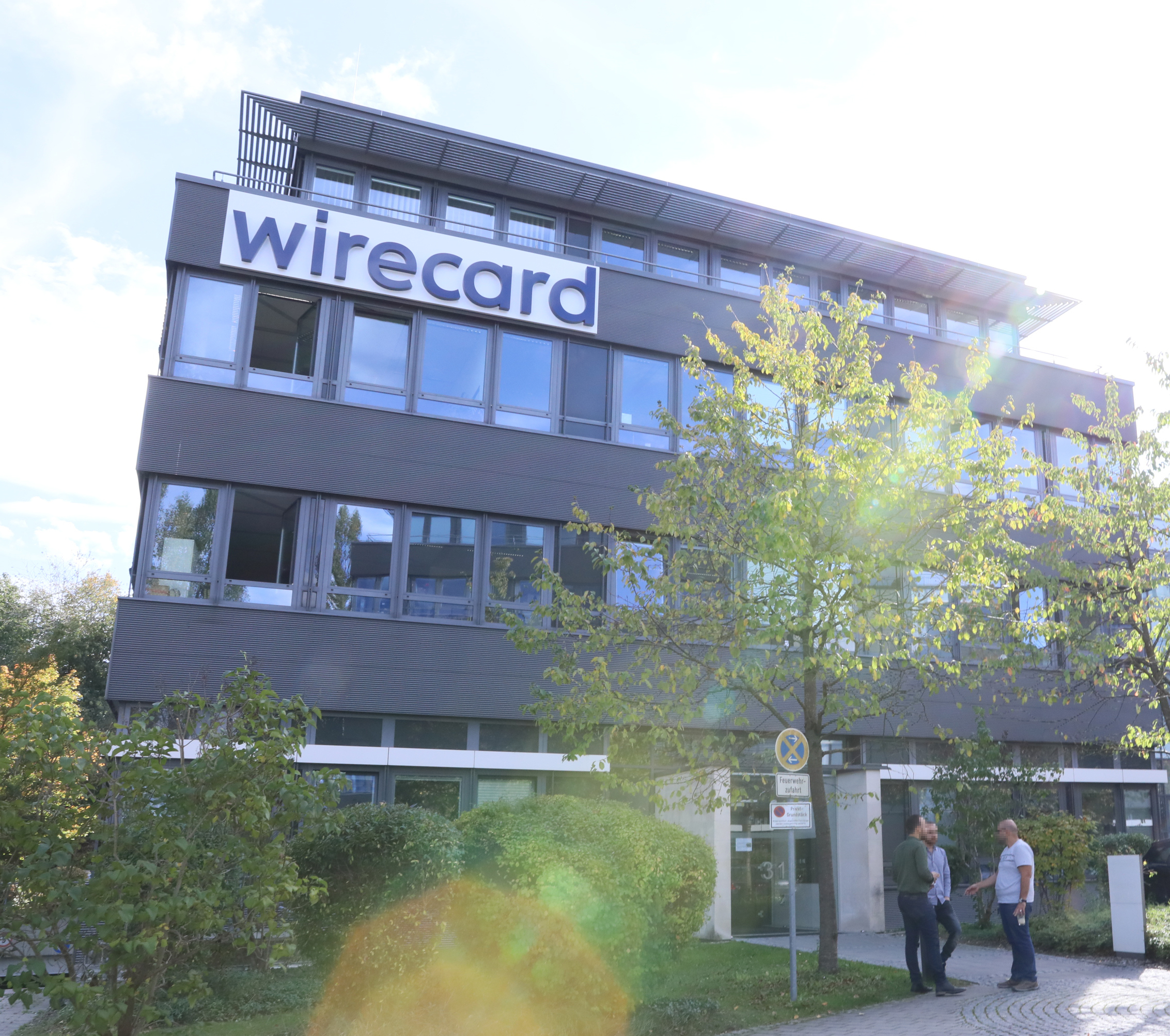
Huvudkontoret i Aschheim (nära München), Tyskland, 2019

Wirecard AG är/var en tysk betalningsförmedlare och finansbolag. Företaget grundades 1999 och har haft säte i München-förorten Aschheim. På senare år upplevde bolaget en kraftig expansion. 2019 hade man 5 300 anställda, och bolaget var mycket högt värderat på det tyska aktieindexet DAX.
2020 offentliggjordes en brist i kassan på motsvarande 1,9 miljarder euro, vilket ledde till en rättssak kring omfattande bedrägerier. Bolaget har därefter börjat avvecklas. Delar av verksamheten såldes i november 2020 till Banco Santander.
En tysk rättegång emot tre tidigare chefer på Wirecard inleddes senhösten 2022, två år efter företagskollapsen. Åtalen gäller bedrägeri och marknadsmanipulation i den mest betydande bedrägerihärvan i Tysklands historia.